# Arkhangai
Arkhangai (en mongol Архангай аймаг, Arkhangai aimag) és una de les 21 províncies o aimags de Mongòlia. Està situada al centre oest de l'estat, al vessant septentrional de les muntanyes Khangai. Ocupa una extensió de 55.314 quilòmetres quadrats i té una població de 89.282 habitants (dades de 2008). La capital és la ciutat de Tsetserleg.

## Geografia
El punt més alt de l'aimag és el Pic Kharlagtai de 3.529 m i el punt a més baixa altitud es troba a la confluència dels rius Orkhon i Tamir a 1.290 m sobre el nivell del mar. La muntanya més coneguda és un volcà extint anomenat Khorgo, que forma part del Parc Nacional Khorgo-Terkhiin Tsagaan Nuur.
A banda del riu Orkhon, tots els altres rius de la província són afluents del riu Selenga.